# Йозеф Манґер
Йозеф Манґер (нім. Josef Manger, 26 травня 1913 — 13 березня 1991) — німецький важкоатлет.
Олімпійський чемпіон 1936 року в категорії понад 82,5 кг.
Чемпіон світу 1937 (понад 82,5 кг), 1938 (понад 82,5 кг) років.
Чемпіон Європи 1935 року в категорії понад 82,5 кг, срібний призер 1934 року в категорії понад 82,5 кг.